# Tir aux Jeux olympiques d'été de 1972
Navigation
Mexico 1968 Montréal 1976
Huit épreuves de tir furent disputées à l'occasion des Jeux olympiques d'été de 1972 à Munich.

## Tableau des médailles
| Rang | Pays                 | Médaille d'or | Médaille d'argent | Médaille de bronze | Total |
| 1    | États-Unis           | 2             | 2                 | 0                  | 4     |
| 2    | Union soviétique     | 1             | 2                 | 1                  | 4     |
| 3    | Italie               | 1             | 0                 | 1                  | 2     |
| 4    | Allemagne de l'Ouest | 1             | 0                 | 0                  | 1     |
| 4    | Corée du Nord        | 1             | 0                 | 0                  | 1     |
| 4    | Pologne              | 1             | 0                 | 0                  | 1     |
| 4    | Suède                | 1             | 0                 | 0                  | 1     |
| 8    | Roumanie             | 0             | 1                 | 1                  | 2     |
| 9    | Tchécoslovaquie      | 0             | 1                 | 0                  | 1     |
| 9    | Colombie             | 0             | 1                 | 0                  | 1     |
| 9    | France               | 0             | 1                 | 0                  | 1     |
| 12   | Allemagne de l'Est   | 0             | 0                 | 2                  | 2     |
| 13   | Autriche             | 0             | 0                 | 1                  | 1     |
| 13   | Hongrie              | 0             | 0                 | 1                  | 1     |
| 13   | Royaume-Uni          | 0             | 0                 | 1                  | 1     |

## Résultats

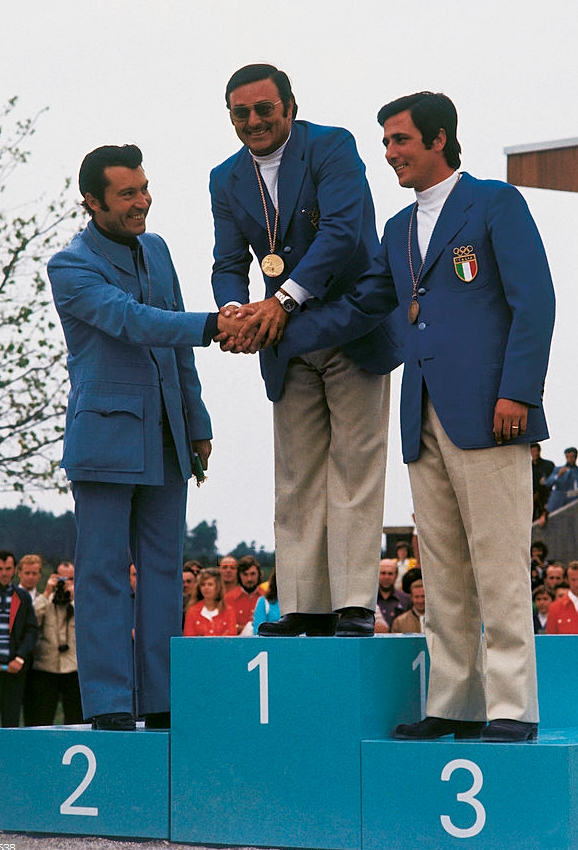
Fosse olympique; de G. à D. Carrega, Scalzone vainqueur, et Basagni.

| Épreuves                              | Or                       | Argent                     | Bronze                    |
| Carabine libre 300 m, trois positions | Lones Wigger 1155 pts    | Boris Melnik 1155 pts      | Lajos Papp 1149 pts       |
| Pistolet libre 50m                    | Ragnar Skanåker 1155 pts | Dan Iuga 1155 pts          | Rudolf Dollinger 1149 pts |
| Pistolet rapide 25m                   | Józef Zapędzki 595 pts   | Ladislav Falta 594 pts     | Viktor Torshin 593 pts    |
| Carabine 3 positions 50m              | John Writer 1166 pts     | Lanny Bassham 1157 pts     | Werner Lippoldt 1153 pts  |
| Carabine couché 50m                   | Ri Ho-jun 599 pts        | Victor Auer 598 pts        | Nicolae Rotaru 598 pts    |
| Cible mouvante 50 m                   | Yakiv Zheleznyak 569 pts | Helmut Bellingrodt 565 pts | John Kynoch 562 pts       |
| Fosse olympique                       | Angelo Scalzone 199 pts  | Michel Carrega 198 pts     | Silvano Basagni 195 pts   |
| Skeet                                 | Konrad Wirnhier 195/25   | Yevgeni Petrov 195/24      | Michael Buchheim 195/23   |